# Résultats détaillés des championnats d'Europe d'athlétisme 1986
Résultats détaillés des Championnats d'Europe d'athlétisme 1986 de Stuttgart. 
| Courses : 100 m - 200 m - 400 m - 800 m - 1 500 m - 5 000 m / 3 000 m - 10 000 m - Marathon Obstacles : 100 m haies - 110 m haies - 400 m haies - 3 000 m steeple Marche : 20 km - 10 km - 50 km Sauts : Hauteur - Longueur - Triple saut - Perche Lancers : Javelot - Disque - Poids - Marteau Relais : 4 × 100 m - 4 × 400 m Épreuves combinées : Décathlon - Heptathlon Tableau des médailles |

## Résultats

### 100 m
| Rang | Pays               | Athlète           | Temps   |
| ---- | ------------------ | ----------------- | ------- |
| 1    | Royaume-Uni        | Linford Christie  | 10 s 15 |
| 2    | Allemagne de l'Est | Steffen Bringmann | 10 s 20 |
| 3    | France             | Bruno Marie-Rose  | 10 s 21 |
| 4    | Allemagne de l'Est | Thomas Schröder   | 10 s 24 |
| 5    | Royaume-Uni        | Allan Wells       | 10 s 24 |
| 6    | Royaume-Uni        | Mike McFarlane    | 10 s 29 |
| 7    | Hongrie            | Attila Kovács     | 10 s 34 |
| 8    | Union soviétique   | Viktor Bryzhin    | 10 s 38 |

| Rang | Pays                 | Athlète           | Temps   |
| ---- | -------------------- | ----------------- | ------- |
| 1    | Allemagne de l'Est   | Marlies Göhr      | 10 s 91 |
| 2    | Bulgarie             | Anelia Nuneva     | 11 s 04 |
| 3    | Pays-Bas             | Nelli Cooman      | 11 s 08 |
| 4    | Allemagne de l'Est   | Silke Gladisch    | 11 s 09 |
| 5    | Allemagne de l'Est   | Ingrid Auerswald  | 11 s 11 |
| 6    | Union soviétique     | Olga Zolotaryeva  | 11 s 23 |
| 7    | Royaume-Uni          | Paula Dunn        | 11 s 25 |
| 8    | Allemagne de l'Ouest | Heide-Elke Gaugel | 11 s 26 |

### 200 m
| Rang | Pays                 | Athlète             | Temps   |
| ---- | -------------------- | ------------------- | ------- |
| 1    | Union soviétique     | Vladimir Krylov     | 20 s 52 |
| 2    | Allemagne de l'Ouest | Jürgen Evers        | 20 s 75 |
| 3    | Union soviétique     | Andrey Fedoriv      | 20 s 84 |
| 4    | Allemagne de l'Est   | Thomas Schröder     | 20 s 89 |
| 5    | Royaume-Uni          | Allan Wells         | 20 s 89 |
| 6    | Union soviétique     | Aleksandr Yevgenyev | 20 s 91 |
| 7    | Allemagne de l'Est   | Olaf Prenzler       | 21 s 00 |
| 8    | Allemagne de l'Est   | Frank Emmelmann     | 21 s 03 |

| Rang | Pays               | Athlète                | Temps   |
| ---- | ------------------ | ---------------------- | ------- |
| 1    | Allemagne de l'Est | Heike Drechsler        | 21 s 71 |
| 2    | France             | Marie-Christine Cazier | 22 s 32 |
| 3    | Allemagne de l'Est | Silke Gladisch         | 22 s 49 |
| 4    | Union soviétique   | Marina Molokova        | 22 s 71 |
| 5    | Pologne            | Ewa Kasprzyk           | 22 s 73 |
| 6    | Union soviétique   | Natalya Bochina        | 22 s 87 |
| 7    | Allemagne de l'Est | Sabine Günther         | 22 s 98 |
| 8    | Union soviétique   | Marina Zhirova         | 23 s 18 |

### 400 m
| Rang | Pays                 | Athlète           | Temps   |
| ---- | -------------------- | ----------------- | ------- |
| 1    | Royaume-Uni          | Roger Black       | 44 s 59 |
| 2    | Allemagne de l'Est   | Thomas Schönlebe  | 44 s 63 |
| 3    | Allemagne de l'Est   | Mathias Schersing | 44 s 85 |
| 4    | Royaume-Uni          | Derek Redmond     | 45 s 25 |
| 5    | Allemagne de l'Ouest | Ralf Lübke        | 45 s 35 |
| 6    | Espagne              | Antonio Sánchez   | 45 s 41 |
| 7    | France               | Aldo Canti        | 45 s 93 |
| 8    | Allemagne de l'Ouest | Erwin Skamrahl    | 46 s 38 |

| Rang | Pays                 | Athlète           | Temps   |
| ---- | -------------------- | ----------------- | ------- |
| 1    | Allemagne de l'Est   | Marita Koch       | 48 s 22 |
| 2    | Union soviétique     | Olga Vladykina    | 49 s 67 |
| 3    | Allemagne de l'Est   | Petra Müller      | 49 s 88 |
| 4    | Allemagne de l'Est   | Kirsten Emmelmann | 50 s 43 |
| 5    | Allemagne de l'Ouest | Ute Thimm         | 51 s 15 |
| 6    | Tchécoslovaquie      | Tatana Kocembova  | 51 s 50 |
| 7    | France               | Fabienne Ficher   | 51 s 91 |
| 8    | Allemagne de l'Ouest | Karin Lix         | 52 s 89 |

### 800 m
| Rang | Pays                 | Athlète           | Temps         |
| ---- | -------------------- | ----------------- | ------------- |
| 1    | Royaume-Uni          | Sebastian Coe     | 1 min 44 s 50 |
| 2    | Royaume-Uni          | Tom McKean        | 1 min 44 s 61 |
| 3    | Royaume-Uni          | Steve Cram        | 1 min 44 s 88 |
| 4    | Pays-Bas             | Rob Druppers      | 1 min 45 s 53 |
| 5    | Pologne              | Ryszard Ostrowski | 1 min 45 s 54 |
| 6    | Allemagne de l'Ouest | Peter Braun       | 1 min 45 s 83 |
| 7    | France               | Philippe Collard  | 1 min 45 s 96 |
| 8    | Union soviétique     | Viktor Kalinkin   | 1 min 47 s 36 |

| Rang | Pays                 | Athlète             | Temps         |
| ---- | -------------------- | ------------------- | ------------- |
| 1    | Union soviétique     | Nadezhda Olizarenko | 1 min 57 s 15 |
| 2    | Allemagne de l'Est   | Sigrun Wodars       | 1 min 57 s 42 |
| 3    | Union soviétique     | Lyubov Gurina       | 1 min 57 s 73 |
| 4    | Allemagne de l'Ouest | Gaby Bussmann       | 1 min 58 s 57 |
| 5    | Tchécoslovaquie      | Milena Strnadova    | 1 min 58 s 89 |
| 6    | Roumanie             | Mitica Junghiatu    | 1 min 59 s 22 |
| 7    | Union soviétique     | Lyubov Kiryukhina   | 1 min 59 s 67 |
| 8    | Allemagne de l'Est   | Christine Wachtel   | 2 min 00 s 02 |

### 1 500 m
| Rang | Pays        | Athlète            | Temps         |
| ---- | ----------- | ------------------ | ------------- |
| 1    | Royaume-Uni | Steve Cram         | 3 min 41 s 09 |
| 2    | Royaume-Uni | Sebastian Coe      | 3 min 41 s 67 |
| 3    | Pays-Bas    | Han Kulker         | 3 min 42 s 11 |
| 4    | Espagne     | José Luis Gonzalez | 3 min 42 s 54 |
| 5    | Royaume-Uni | John Gladwin       | 3 min 42 s 57 |
| 6    | Irlande     | Marcus O'Sullivan  | 3 min 42 s 60 |
| 7    | Suède       | Johnny Kroon       | 3 min 42 s 61 |
| 8    | Irlande     | Frank O'Mara       | 3 min 42 s 90 |

| Rang | Pays             | Athlète             | Temps         |
| ---- | ---------------- | ------------------- | ------------- |
| 1    | Union soviétique | Ravilya Agletdinova | 4 min 01 s 19 |
| 2    | Union soviétique | Tatyana Samolenko   | 4 min 02 s 36 |
| 3    | Roumanie         | Doina Melinte       | 4 min 02 s 44 |
| 4    | Tchécoslovaquie  | Ivana Walterova     | 4 min 03 s 09 |
| 5    | Roumanie         | Maricica Puica      | 4 min 03 s 90 |
| 6    | Union soviétique | Svetlana Kitova     | 4 min 04 s 74 |
| 7    | Royaume-Uni      | Kirsty Wade         | 4 min 04 s 99 |
| 8    | Suisse           | Cornelia Bürki      | 4 min 05 s 31 |

### 5 000 m / 3 000 m
| Rang | Pays        | Athlète        | Temps          |
| ---- | ----------- | -------------- | -------------- |
| 1    | Royaume-Uni | Jack Buckner   | 13 min 10 s 15 |
| 2    | Italie      | Stefano Mei    | 13 min 11 s 57 |
| 3    | Royaume-Uni | Tim Hutchings  | 13 min 12 s 88 |
| 4    | Bulgarie    | Evgeni Ignatov | 13 min 13 s 15 |
| 5    | Portugal    | António Leitão | 13 min 17 s 67 |
| 6    | Finlande    | Martti Vainio  | 13 min 22 s 67 |
| 7    | Suisse      | Pierre Délèze  | 13 min 28 s 80 |
| 8    | Italie      | Alberto Cova   | 13 min 35 s 86 |

| Rang | Pays             | Athlète           | Temps         |
| ---- | ---------------- | ----------------- | ------------- |
| 1    | Union soviétique | Olga Bondarenko   | 8 min 33 s 99 |
| 2    | Roumanie         | Maricica Puica    | 8 min 35 s 92 |
| 3    | Royaume-Uni      | Yvonne Murray     | 8 min 37 s 15 |
| 4    | Royaume-Uni      | Zola Budd         | 8 min 38 s 20 |
| 5    | Union soviétique | Tatyana Samolenko | 8 min 40 s 35 |
| 6    | Union soviétique | Yelena Zhupiyeva  | 8 min 40 s 74 |
| 7    | Suisse           | Cornelia Bürki    | 8 min 44 s 44 |
| 8    | France           | Annette Sergent   | 8 min 47 s 52 |

### 10 000 m
| Rang | Pays     | Athlète            | Temps          |
| ---- | -------- | ------------------ | -------------- |
| 1    | Italie   | Stefano Mei        | 27 min 56 s 79 |
| 2    | Italie   | Alberto Cova       | 27 min 57 s 93 |
| 3    | Italie   | Salvatore Antibo   | 28 min 00 s 25 |
| 4    | Suède    | Mats Erixon        | 28 min 01 s 50 |
| 5    | Portugal | Domingos Castro    | 28 min 01 s 62 |
| 6    | Irlande  | John Treacy        | 28 min 04 s 10 |
| 7    | Finlande | Martti Vainio      | 28 min 08 s 72 |
| 8    | France   | Jean-Louis Prianon | 28 min 12 s 29 |

| Rang | Pays               | Athlète            | Temps          |
| ---- | ------------------ | ------------------ | -------------- |
| 1    | Norvège            | Ingrid Kristiansen | 30 min 23 s 25 |
| 2    | Union soviétique   | Olga Bondarenko    | 30 min 57 s 21 |
| 3    | Allemagne de l'Est | Ulrike Bruns       | 31 min 19 s 76 |
| 4    | Portugal           | Aurora Cunha       | 31 min 39 s 35 |
| 5    | Union soviétique   | Svetlana Guskova   | 31 min 42 s 43 |
| 6    | Union soviétique   | Yelena Zhupiyeva   | 31 min 42 s 99 |
| 7    | Royaume-Uni        | Elizabeth Lynch    | 31 min 49 s 46 |
| 8    | Hongrie            | Karolina Szabo     | 31 min 55 s 93 |

### Marathon
| Rang | Pays                 | Athlète           | Temps           |
| ---- | -------------------- | ----------------- | --------------- |
| 1    | Italie               | Gelindo Bordin    | 2 h 10 min 54 s |
| 2    | Italie               | Orlando Pizzolato | 2 h 10 min 57 s |
| 3    | Allemagne de l'Ouest | Herbert Steffny   | 2 h 11 min 30 s |
| 4    | Allemagne de l'Ouest | Ralf Salzmann     | 2 h 11 min 41 s |
| 5    | Royaume-Uni          | Hugh Jones        | 2 h 11 min 49 s |
| 6    | Pays-Bas             | Gerard Nijboer    | 2 h 12 min 46 s |
| 7    | France               | Jacques Lefrand   | 2 h 12 min 53 s |
| 8    | Pologne              | Antoni Niemczak   | 2 h 13 min 04 s |

| Rang | Pays             | Athlète                | Temps           |
| ---- | ---------------- | ---------------------- | --------------- |
| 1    | Portugal         | Rosa Mota              | 2 h 28 min 38 s |
| 2    | Italie           | Laura Fogli            | 2 h 32 min 52 s |
| 3    | Union soviétique | Yekaterina Khramenkova | 2 h 34 min 18 s |
| 4    | Finlande         | Sinikka Keskitalo      | 2 h 34 min 31 s |
| 5    | France           | Jocelyne Villeton      | 2 h 35 min 17 s |
| 6    | Norvège          | Bente Moe              | 2 h 35 min 34 s |
| 7    | Pays-Bas         | Carla Beurskens        | 2 h 39 min 05 s |
| 8    | Italie           | Paola Moro             | 2 h 39 min 19 s |

### 110 m haies / 100 m haies
| Rang | Pays               | Athlète           | Temps   |
| ---- | ------------------ | ----------------- | ------- |
| 1    | France             | Stéphane Caristan | 13 s 20 |
| 2    | Finlande           | Arto Bryggare     | 13 s 42 |
| 3    | Espagne            | Carlos Sala       | 13 s 50 |
| 4    | Royaume-Uni        | Nigel Walker      | 13 s 52 |
| 5    | Allemagne de l'Est | Andreas Oschkenat | 13 s 55 |
| 6    | Royaume-Uni        | Jonathan Ridgeon  | 13 s 70 |
| 7    | Roumanie           | Liviu Giurgean    | 13 s 71 |
| 8    | Hongrie            | György Bakos      | 13 s 84 |

| Rang | Pays               | Athlète            | Temps   |
| ---- | ------------------ | ------------------ | ------- |
| 1    | Bulgarie           | Yordanka Donkova   | 12 s 38 |
| 2    | Allemagne de l'Est | Cornelia Oschkenat | 12 s 55 |
| 3    | Bulgarie           | Ginka Zagorcheva   | 12 s 70 |
| 4    | Allemagne de l'Est | Heike Theele       | 12 s 82 |
| 5    | Allemagne de l'Est | Kerstin Knabe      | 12 s 82 |
| 6    | France             | Laurence Elloy     | 12 s 93 |
| 7    | Union soviétique   | Natalya Grigoryeva | 12 s 96 |
| 8    | Roumanie           | Mihaela Pogacean   | 13 s 17 |

### 400 m haies
| Rang | Pays                 | Athlète               | Temps   |
| ---- | -------------------- | --------------------- | ------- |
| 1    | Allemagne de l'Ouest | Harald Schmid         | 48 s 65 |
| 2    | Union soviétique     | Aleksandr Vasilyev    | 48 s 76 |
| 3    | Suède                | Sven Nylander         | 49 s 38 |
| 4    | Bulgarie             | Toma Tomov            | 49 s 62 |
| 5    | Union soviétique     | Tagir Zemskov         | 50 s 02 |
| 6    | Espagne              | José Alonso           | 50 s 30 |
| 7    | Belgique             | Rik Tommelein         | 50 s 45 |
| 8    | Grèce                | Thanassis Kalogiannis | 51 s 83 |

| Rang | Pays               | Athlète             | Temps   |
| ---- | ------------------ | ------------------- | ------- |
| 1    | Union soviétique   | Marina Stepanova    | 53 s 32 |
| 2    | Allemagne de l'Est | Sabine Busch        | 53 s 60 |
| 3    | Allemagne de l'Est | Cornelia Feuerbach  | 54 s 13 |
| 4    | Suède              | Ann-Louise Skoglund | 54 s 15 |
| 5    | Pologne            | Genowefa Blaszak    | 54 s 74 |
| 6    | Allemagne de l'Est | Ellen Fiedler       | 54 s 90 |
| 7    | Roumanie           | Christeana Matei    | 55 s 23 |
| 8    | Union soviétique   | Margarita Khromova  | 55 s 56 |

### 3 000 m steeple
| Rang | Pays                 | Athlète           | Temps         |
| ---- | -------------------- | ----------------- | ------------- |
| 1    | Allemagne de l'Est   | Hagen Melzer      | 8 min 16 s 65 |
| 2    | Italie               | Francesco Panetta | 8 min 16 s 85 |
| 3    | Allemagne de l'Ouest | Patriz Ilg        | 8 min 16 s 92 |
| 4    | Royaume-Uni          | Colin Reitz       | 8 min 18 s 12 |
| 5    | Belgique             | William Van Dijck | 8 min 20 s 19 |
| 6    | France               | Joseph Mahmoud    | 8 min 20 s 25 |
| 7    | Allemagne de l'Ouest | Rainer Schwarz    | 8 min 20 s 90 |
| 8    | Royaume-Uni          | Roger Hackney     | 8 min 20 s 97 |

### 20 km marche / 10 km marche
| Rang | Pays             | Athlète           | Temps           |
| ---- | ---------------- | ----------------- | --------------- |
| 1    | Tchécoslovaquie  | Jozef Pribilinec  | 1 h 21 min 15 s |
| 2    | Italie           | Maurizio Damilano | 1 h 21 min 17 s |
| 3    | Espagne          | Miguel Prieto     | 1 h 21 min 36 s |
| 4    | Union soviétique | Viktor Mastovik   | 1 h 21 min 52 s |
| 5    | Italie           | Walter Arena      | 1 h 22 min 42 s |
| 6    | Tchécoslovaquie  | Pavol Blazek      | 1 h 23 min 26 s |

| Rang | Pays             | Athlète             | Temps       |
| ---- | ---------------- | ------------------- | ----------- |
| 1    | Espagne          | Maria Cruz Diaz     | 46 min 09 s |
| 2    | Suède            | Ann Jansson         | 46 min 14 s |
| 3    | Suède            | Siv Vera Ybanez     | 46 min 19 s |
| 4    | Union soviétique | Yelena Rodionova    | 46 min 28 s |
| 5    | Espagne          | Maria Reyes Sobrino | 46 min 35 s |
| 6    | Union soviétique | Lidia Levandovskaya | 46 min 36 s |

### 50 km marche
| Rang | Pays               | Athlète               | Temps           |
| ---- | ------------------ | --------------------- | --------------- |
| 1    | Allemagne de l'Est | Hartwig Gauder        | 3 h 40 min 55 s |
| 2    | URSS               | Vyacheslav Ivanchenko | 3 h 41 min 51 s |
| 3    | URSS               | Valeriy Suntsov       | 3 h 42 min 38 s |
| 4    | URSS               | Sergey Protsishin     | 3 h 45 min 51 s |
| 5    | Finlande           | Reima Salonen         | 3 h 46 min 14 s |
| 6    | Allemagne de l'Est | Dietmar Melsch        | 3 h 48 min 01 s |
| 7    | Suède              | Bo Gustafsson         | 3 h 50 min 13 s |
| 8    | Tchécoslovaquie    | Pavol Szikora         |                 |

### Relais 4 × 100 m
| Rang | Pays               | Athlètes                                                                | Temps   |
| ---- | ------------------ | ----------------------------------------------------------------------- | ------- |
| 1    | Union soviétique   | Aleksandr Yevgenyev Nikolay Yuschmanov Vladimir Muravyov Viktor Bryzgin | 38 s 29 |
| 2    | Allemagne de l'Est | Thomas Schröder Steffen Bringmann Olaf Prenzler Frank Emmelmann         | 38 s 64 |
| 3    | Royaume-Uni        | Elliot Bunney Daley Thompson Michael McFarlane Linford Christie         | 38 s 71 |
| 4    | France             | Thierry François Gilles Quénéhervé Antoine Richard Bruno Marie-Rose     | 38 s 81 |
| 5    | Italie             | Antonio Ullo Carlo Simionato Pierfrancesco Pavoni Stefano Tilli         | 38 s 86 |
| 6    | Hongrie            |                                                                         | 39 s 15 |
| 7    | Bulgarie           |                                                                         | 39 s 33 |
| 8    | Portugal           |                                                                         | 39 s 74 |

| Rang | Pays                 | Athlètes                                                            | Temps   |
| ---- | -------------------- | ------------------------------------------------------------------- | ------- |
| 1    | Allemagne de l'Est   | Silke Gladisch Sabine Günther Ingrid Auerswald Marlies Göhr         | 41 s 84 |
| 2    | Bulgarie             | Ginka Zagorcheva Anelia Nuneva Nadeschda Georgieva Yordanka Donkova | 42 s 68 |
| 3    | Union soviétique     | Antonina Nastoburko Natalya Bochina Marina Zhirova Olga Zolotaryeva | 42 s 74 |
| 4    | France               | Françoise Leroux Marie-Christine Cazier Laurence Bily Muriel Leroy  | 43 s 11 |
| 5    | Royaume-Uni          |                                                                     | 43 s 44 |
| 6    | Pologne              |                                                                     | 43 s 54 |
| 7    | Pays-Bas             |                                                                     | 44 s 38 |
|      | Allemagne de l'Ouest |                                                                     | DQ      |

### Relais 4 × 400 m
| Rang | Pays                 | Athlètes                                                               | Temps         |
| ---- | -------------------- | ---------------------------------------------------------------------- | ------------- |
| 1    | Royaume-Uni          | Derek Redmond Kriss Akabusi Brian Whittle Roger Black                  | 2 min 59 s 84 |
| 2    | Allemagne de l'Ouest | Klaus Just Edgar Itt Harald Schmid Ralf Lübke                          | 3 min 00 s 17 |
| 3    | Union soviétique     | Vladimir Prosin Vladimir Krylov Arkadiy Kornilov Aleksandr Kurotchikin | 3 min 00 s 47 |
| 4    | Italie               | Giovanni Bongiorni Mauro Zuliani Vito Petrella Roberto Ribaud          | 3 min 01 s 37 |
| 5    | Espagne              | Juan José Prado Antonio Sánchez José Alonso Ángel Heras                | 3 min 04 s 12 |
| 6    | Allemagne de l'Est   |                                                                        | 3 min 04 s 87 |
| 7    | Yougoslavie          |                                                                        | 3 min 05 s 27 |
| 8    | France               | Yann Quentrec Philippe Gonigam Jean-Jacques Boussemart Aldo Canti      | 3 min 10 s 17 |

| Rang | Pays                 | Athlètes                                                         | Temps         |
| ---- | -------------------- | ---------------------------------------------------------------- | ------------- |
| 1    | Allemagne de l'Est   | Kirsten Emmelmann Sabine Busch Petra Müller Marita Koch          | 3 min 16 s 87 |
| 2    | Allemagne de l'Ouest | Gisela Kinzel Ute Thimm Heidi-Elke Gaugel Gaby Bußmann           | 3 min 22 s 80 |
| 3    | Pologne              | Ewa Kasprzyk Marzena Wojdecka Elzbieta Kapusta Genowefa Blaszak  | 3 min 24 s 65 |
| 4    | Bulgarie             | Juliana Marinova Pepa Pavlova Yordanka Krumova Rositsa Stamenova | 3 min 26 s 26 |
| 5    | Italie               | Marisa Masullo Cosetta Campana Giuseppina Cirulli Erica Rossi    | 3 min 32 s 30 |
| 6    | Espagne              |                                                                  | 3 min 32 s 51 |
|      | Union soviétique     |                                                                  | DQ            |

### Saut en hauteur
| Rang | Pays                 | Athlète            | Hauteur |
| ---- | -------------------- | ------------------ | ------- |
| 1    | Union soviétique     | Igor Paklin        | 2,34 m  |
| 2    | Union soviétique     | Sergey Malchenko   | 2,31 m  |
| 3    | Allemagne de l'Ouest | Carlo Thränhardt   | 2,31 m  |
| 4    | Allemagne de l'Ouest | Dietmar Mögenburg  | 2,28 m  |
| 5    | Pologne              | Krzysztof Krawczyk | 2,28 m  |
| 6    | Suède                | Patrik Sjöberg     | 2,25 m  |
| 7    | Roumanie             | Eugen Popescu      | 2,25 m  |
| 7    | Allemagne de l'Est   | Gerd Wessig        | 2,25 m  |

| Rang | Pays                 | Athlète            | Hauteur |
| ---- | -------------------- | ------------------ | ------- |
| 1    | Bulgarie             | Stefka Kostadinova | 2,00 m  |
| 2    | Bulgarie             | Svetlana Isaeva    | 1,93 m  |
| 3    | Union soviétique     | Olga Turchak       | 1,93 m  |
| 4    | Allemagne de l'Est   | Susanne Helm       | 1,90 m  |
| 4    | Allemagne de l'Est   | Andrea Bienias     | 1,90 m  |
| 6    | Allemagne de l'Ouest | Heike Redetzky     | 1,90 m  |
| 7    | Pologne              | Danuta Bulkowska   | 1,90 m  |
| 8    | Royaume-Uni          | Diana Davies       | 1,87 m  |

### Saut en longueur
| Rang | Pays             | Athlète              | Distance |
| ---- | ---------------- | -------------------- | -------- |
| 1    | Union soviétique | Robert Emmiyan       | 8,41 m   |
| 2    | Union soviétique | Sergey Layevskiy     | 8,01 m   |
| 3    | Italie           | Giovanni Evangelisti | 7,92 m   |
| 4    | Pays-Bas         | Emiel Mellaard       | 7,91 m   |
| 5    | Pologne          | Stanisław Jaskułka   | 7,85 m   |
| 6    | France           | Norbert Brige        | 7,72 m   |
| 7    | Tchécoslovaquie  | Ivo Krsek            | 7,69 m   |
| 8    | Tchécoslovaquie  | Zdenek Hanacek       | 7,59 m   |

| Rang | Pays               | Athlète            | Distance |
| ---- | ------------------ | ------------------ | -------- |
| 1    | Allemagne de l'Est | Heike Drechsler    | 7,27 m   |
| 2    | Union soviétique   | Galina Chistyakova | 7,09 m   |
| 3    | Allemagne de l'Est | Helga Radtke       | 6,89 m   |
| 4    | Roumanie           | Valeria Ionescu    | 6,81 m   |
| 5    | Bulgarie           | Lyudmila Ninova    | 6,65 m   |
| 6    | Bulgarie           | Silvia Khristova   | 6,61 m   |
| 7    | Union soviétique   | Yelena Belevskaya  | 6,58 m   |
| 8    | France             | Nadine Fourcade    | 6,52 m   |

### Saut à la perche
| Rang | Pays             | Athlète          | Hauteur |
| ---- | ---------------- | ---------------- | ------- |
| 1    | Union soviétique | Sergueï Bubka    | 5,85 m  |
| 2    | Union soviétique | Vasiliy Bubka    | 5,75 m  |
| 3    | France           | Philippe Collet  | 5,75 m  |
| 4    | Bulgarie         | Atanas Tarev     | 5,70 m  |
| 5    | Finlande         | Kimmo Kuusela    | 5,55 m  |
| 6    | Tchécoslovaquie  | Zdenek Lubensky  | 5,55 m  |
| 7    | Bulgarie         | Stanimir Penchev | 5,55 m  |
| 8    | France           | Serge Ferreira   | 5,35 m  |

### Triple saut
| Rang | Pays               | Athlète          | Hauteur |
| ---- | ------------------ | ---------------- | ------- |
| 1    | Bulgarie           | Khristo Markov   | 17,66 m |
| 2    | Union soviétique   | Māris Bružiks    | 17,33 m |
| 3    | Union soviétique   | Oleg Protsenko   | 17,28 m |
| 4    | Bulgarie           | Georgi Pomashki  | 16,99 m |
| 5    | Allemagne de l'Est | Dirk Gamlin      | 16,89 m |
| 6    | Union soviétique   | Mykola Musiyenko | 16,86 m |
| 7    | Allemagne de l'Est | Volker Mai       | 16,74 m |
| 8    | Belgique           | Didier Falise    | 16,74 m |

### Lancer du poids
| Rang | Pays                 | Athlète           | Distance |
| ---- | -------------------- | ----------------- | -------- |
| 1    | Suisse               | Werner Günthör    | 22,22 m  |
| 2    | Allemagne de l'Est   | Ulf Timmermann    | 21,84 m  |
| 3    | Allemagne de l'Est   | Udo Beyer         | 20,74 m  |
| 4    | Italie               | Alessandro Andrei | 20,73 m  |
| 5    | Norvège              | Lars Arvid Nilsen | 20,52 m  |
| 6    | Allemagne de l'Ouest | Karsten Stolz     | 19,89 m  |
| 7    | Yougoslavie          | Vladimir Milić    | 19,85 m  |
| 8    | Allemagne de l'Ouest | Udo Gelhausen     | 19,76 m  |

| Rang | Pays                 | Athlète            | Distance |
| ---- | -------------------- | ------------------ | -------- |
| 1    | Allemagne de l'Est   | Heidi Krieger      | 21,10 m  |
| 2    | Allemagne de l'Est   | Ines Müller        | 20,81 m  |
| 3    | Union soviétique     | Natalya Akhrimenko | 20,54 m  |
| 4    | Allemagne de l'Ouest | Claudia Losch      | 20,54 m  |
| 5    | Allemagne de l'Est   | Heike Hartwig      | 20,14 m  |
| 6    | Union soviétique     | Nunu Abashidze     | 19,99 m  |
| 7    | Allemagne de l'Ouest | Iris Plotzizka     | 19,26 m  |
| 8    | Roumanie             | Mihaela Loghin     | 19,15 m  |

### Lancer du disque
| Rang | Pays               | Athlète               | Distance |
| ---- | ------------------ | --------------------- | -------- |
| 1    | Union soviétique   | Romas Ubartas         | 67,08 m  |
| 2    | Union soviétique   | Georgiy Kolnootchenko | 67,02 m  |
| 3    | Union soviétique   | Vaclavas Kidikas      | 66,32 m  |
| 4    | Norvège            | Knut Hjeltnes         | 65,60 m  |
| 5    | Tchécoslovaquie    | Gejza Valent          | 65,00 m  |
| 6    | Pays-Bas           | Erik De Bruin         | 64,52 m  |
| 7    | Allemagne de l'Est | Jürgen Schult         | 64,38 m  |
| 8    | Tchécoslovaquie    | Imrich Bugar          | 63,56 m  |

| Rang | Pays               | Athlète             | Distance |
| ---- | ------------------ | ------------------- | -------- |
| 1    | Allemagne de l'Est | Diana Sachse        | 71,36 m  |
| 2    | Bulgarie           | Tsvetanka Khristova | 69,52 m  |
| 3    | Allemagne de l'Est | Martina Hellmann    | 68,26 m  |
| 4    | Allemagne de l'Est | Irina Meszynski     | 65,20 m  |
| 5    | Bulgarie           | Svetla Mitkova      | 63,98 m  |
| 6    | Union soviétique   | Galina Yermakova    | 63,20 m  |
| 7    | Roumanie           | Daniela Costian     | 61,42 m  |
| 8    | Pologne            | Renata Katewicz     | 58,36 m  |

### Lancer du javelot
| Rang | Pays                 | Athlète          | Distance |
| ---- | -------------------- | ---------------- | -------- |
| 1    | Allemagne de l'Ouest | Klaus Tafelmeier | 84,76 m  |
| 2    | Allemagne de l'Est   | Detlef Michel    | 81,90 m  |
| 3    | Union soviétique     | Viktor Yevsyukov | 81,80 m  |
| 4    | Finlande             | Jyrki Blom       | 80,48 m  |
| 5    | Union soviétique     | Heino Puuste     | 80,34 m  |
| 6    | Allemagne de l'Ouest | Wolfram Gambke   | 79,88 m  |
| 7    | Yougoslavie          | Sejad Krdzalic   | 79,50 m  |
| 8    | Royaume-Uni          | Mick Hill        | 77,34 m  |

| Rang | Pays                 | Athlète              | Distance |
| ---- | -------------------- | -------------------- | -------- |
| 1    | Royaume-Uni          | Fatima Whitbread     | 76,32 m  |
| 2    | Allemagne de l'Est   | Petra Felke          | 72,52 m  |
| 3    | Allemagne de l'Ouest | Beate Peters         | 68,04 m  |
| 4    | Finlande             | Tiina Lillak         | 66,66 m  |
| 5    | Pologne              | Genowefa Olejarz     | 63,34 m  |
| 6    | Union soviétique     | Natalya Yermolovich  | 62,84 m  |
| 7    | Allemagne de l'Ouest | Ingrid Thyssen       | 62,42 m  |
| 8    | Union soviétique     | Irina Kostyuchenkova | 61,40 m  |

### Lancer du marteau
| Rang | Pays                 | Athlète          | Hauteur |
| ---- | -------------------- | ---------------- | ------- |
| 1    | Union soviétique     | Youri Sedykh     | 86,74 m |
| 2    | Union soviétique     | Sergey Litvinov  | 85,74 m |
| 3    | Union soviétique     | Igor Nikulin     | 82,00 m |
| 4    | Allemagne de l'Est   | Günther Rodehau  | 79,84 m |
| 5    | Allemagne de l'Ouest | Jörg Schaefer    | 79,68 m |
| 6    | Allemagne de l'Est   | Ralf Haber       | 78,74 m |
| 7    | Allemagne de l'Est   | Mathias Moder    | 78,70 m |
| 8    | Allemagne de l'Ouest | Christoph Sahner | 77,12 m |

### Décathlon / Heptathlon
| Rang | Pays                 | Athlète            | Points       |
| ---- | -------------------- | ------------------ | ------------ |
| 1    | Royaume-Uni          | Daley Thompson     | 8 811 points |
| 2    | Allemagne de l'Ouest | Jürgen Hingsen     | 8 730 points |
| 3    | Allemagne de l'Ouest | Siegfried Wentz    | 8 676 points |
| 4    | Allemagne de l'Est   | Torsten Voss       | 8 450 points |
| 5    | Union soviétique     | Aleksandr Apaychev | 8 199 points |
| 6    | Allemagne de l'Est   | Uwe Freimuth       | 8 197 points |
| 7    | France               | Christian Plaziat  | 8 196 points |
| 8    | France               | Alain Blondel      | 8 185 points |

| Rang | Pays                 | Athlète               | Points       |
| ---- | -------------------- | --------------------- | ------------ |
| 1    | Allemagne de l'Est   | Anke Behmer           | 6 717 points |
| 2    | Union soviétique     | Natalia Choubenkova   | 6 645 points |
| 3    | Royaume-Uni          | Judy Simpson          | 6 623 points |
| 4    | Allemagne de l'Ouest | Birgit Dressel        | 6 487 points |
| 5    | Union soviétique     | Marianna Maslennikova | 6 396 points |
| 6    | Pologne              | Malgorzata Nowak      | 6 352 points |
| 7    | Union soviétique     | Valda Ruskite         | 6 331 points |
| 8    | France               | Chantal Beaugeant     | 6 221 points |

## À noter
- Nouvelle épreuve : 10 000 m femmes